# 2062
Cette page concerne l'année 2062  du calendrier grégorien.
L'année 2062 est une année commune qui commence un dimanche.
C'est la 2062e année de notre ère, la 62e année du IIIe millénaire et du XXIe siècle et la 3e année de la décennie 2060-2069.

## Autres calendriers
- Calendrier berbère : 3011 / 3012
- Calendrier hébraïque : 5822 / 5823
- Calendrier indien : 1983 / 1984
- Calendrier musulman : 1482 / 1483
- Calendrier persan : 1440 / 1441